# La Providencia, San Agustín Tlaxiaca
La Providencia är en ort i Mexiko.   Den ligger i kommunen San Agustín Tlaxiaca och delstaten Hidalgo, i den sydöstra delen av landet, 80 km norr om huvudstaden Mexico City. La Providencia ligger 2 333 meter över havet och antalet invånare är 434.
Terrängen runt La Providencia är huvudsakligen kuperad, men den allra närmaste omgivningen är platt. Runt La Providencia är det ganska tätbefolkat, med 60 invånare per kvadratkilometer. Närmaste större samhälle är Pachuca de Soto, 16,1 km öster om La Providencia. Trakten runt La Providencia består till största delen av jordbruksmark.